# NGC 4882
NGC 4882 = NGC 4886 ist eine 13,9 mag helle Elliptische Galaxie vom Hubble-Typ E0 im Sternbild Haar der Berenike, die etwa 286 Millionen Lichtjahre von der Milchstraße entfernt ist.
Sie gehört zum Coma-Galaxienhaufen und wurde vom deutsch-dänischen Astronomen Heinrich Louis d’Arrest gleich zweimal entdeckt; zuerst am 6. April 1864 (geführt als NGC 4886), danach erneut am 22. April 1865 (geführt als NGC 4882).